# Georg Gleistein
Jürgen Georg Gleistein, (auch Gloistein) (* 26. Juli 1771 (andere Quelle 1770) in Fähr; † 23. Oktober 1831 (andere Quelle 1830) in Vegesack) war ein deutscher Segelschiffskapitän und Gründer der Tauwerkfabrik Georg Gleistein & Sohn.

## Biografie
Gloistein (später Gleistein) war der Sohn des Rönnebecker Seemanns Lür Gloistein. Er erlernte den Beruf eines Schiffszimmermanns und fuhr zunächst zur See. 1818 wurde er Segelschiffskapitän. 1824 gründete er zusammen mit seinem ältesten Sohn Johann Gleistein (1797–1837) die Tauwerksfabrik Georg Gleistein & Sohn in Bremen-Vegesack, entlang der Kirchheide zwischen Georg-Gleistein-Straße und Fährgrund. 12 Reepschläger verarbeiteten die damals in Europa verfügbaren Naturfasern (Hanf, Werg) in Handarbeit zu Seilen. Kunden waren Fracht- und Flussschiffer, Reedereien und die Landwirtschaft. Das Unternehmen ist heute das älteste bestehende industrielle Familienunternehmen der Hansestadt Bremen.
Ehrungen
- Die Straße des ersten Unternehmensstandorts wurde nach ihm benannt.